# SyberJet SJ30
SyberJet SJ30, tudi Emivest SJ30 je lahko 6-sedežno reaktivno poslovno letalo ameriškega proizvajalca SyberJet Aircraft. Letalo so začeli razvijati v poznih 1980ih, prvi let je bil 13. februarja 1991. Oktobra 1988 so podpisali pogodbo, da bi letalo proizvajalo podjetje Gulfstream Aerospace kot Gulfstream Gulfjet, vendar so to pogodbo kasneje razveljavili. SJ-30 naj bi bil eno izmed cenejših letal s ceno okrog $2 milijona, vendar zaenkrat ni prišlo do večje serijske proizvodnje. 
Letalo poganjata dva turboventilatorska (turbofan) motorja Williams FJ44-2Am vsak s 10,23 kN potiska.

## Specifikacije (SJ30)
Podatki iz Jane's All The World's Aircraft 2003–2004, Jackson 2003, pp. 731–732
Splošne karakteristike
- Posadka: 1 ali 2 pilota (SJ30 je certificiran za enega pilota)
- Število sedežev: 6 potnikov
- Dolžina: 46 ft 9½ in (14,26 m)
- Razpon kril: 42 ft 4 in (12,90 m)
- Višina: 14 ft 3 in (4,34 m)
- Površina kril: 190,7 sq ft (17,72 m²)
- Teža praznega letala: 7700 lb (3493 kg)
- Maks. vzletna teža: 13500 lbs (6123 kg)
- Pogon letala: 2 × Williams International FJ44-2A turbofan, 2300 lbs (10,23 kN) vsak

 Zmogljivost 
- Neprekoračljiva hitrost: Mach 0,83
- Maks. hitrost: 486 vozlov (528 mph, 850 km/h)
- Hitrost porušitve vzgona: 91 vozlov (104 mph) (105 mph, 169 km/h)
- Doseg: 2500 nmi (2887 milj, 4626 km)
- Višina leta: 49000 ft (14935 m)
- Hitrost vzpenjanja: 1000 ft/min (5,1 m/s)

Letalska elektronika

- Honeywell Epic Control Display System